# Monarcas Morelia Premier
El Club Atlético Monarcas Morelia Premier fue un equipo filial, sin derecho a ascenso, del Club Atlético Monarcas Morelia de la Primera División de México. Participó en el Grupo 1 de la Serie A de la Segunda División de México. Jugó sus partidos de local en una Cancha Anexa al Estadio Morelos.

## Historia
El 25 de mayo de 2015 se anunció que los 18 equipos de Primera División tendrían un equipo filial en la Liga Premier de la Segunda División, para que los jugadores que superen los 20 años de edad y ya no puedan participar en la categoría Sub-20 se mantengan activos. Así, Monarcas fundó su filial de Segunda División llamándola "Monarcas Morelia Premier".
En mayo de 2019 desapareció el equipo tras la decisión de la directiva del club que eliminó a la escuadra para abaratar costos, sumado esto a las intenciones de los equipos de la Primera División en formar una liga Sub-23.

## Temporadas
| Temporada     | División          | Posición      |
| ------------- | ----------------- | ------------- |
| Apertura 2015 | 3.Segunda LPA     | 8o. Grupo II  |
| Clausura 2016 | 3.Segunda LPA     | 13o. Grupo II |
| Apertura 2016 | 3.Segunda LPA     | 2o. Grupo II  |
| Clausura 2017 | 3.Segunda LPA     | 4o. Grupo II  |
| Apertura 2017 | 3.Segunda Serie A | 5o. Grupo I   |
| Clausura 2018 | 3.Segunda Serie A | 10o. Grupo I  |
| 2018/2019     | 3.Segunda Serie A | 11°. Grupo I  |